# Prospalta diversisigna
Prospalta diversisigna är en fjärilsart som beskrevs av Louis Beethoven Prout 1928. Prospalta diversisigna ingår i släktet Prospalta och familjen nattflyn. Inga underarter finns listade i Catalogue of Life.